# Attaque de Gaskindé
Insurrection djihadiste au Burkina Faso
Batailles
- Samorogouan
- Intangom
- Nassoumbou
- Ariel
- 1re Inata
- Loroni
- Gorom-Gorom
- Koutougou
- Arbinda
- Hallalé
- Markoye
- Dounkoun
- Boukouma
- 2e Inata
- Titao
- Opération Laabingol
- Namissiguima
- Madjoari
- Bourzanga
- Seytenga
- Gaskindé
- Tin-Ediar
- Tin-Akoff
- Aoréma
- Ougarou
- Namsiguia
- Noaka
- Koumbri
- Djibo
- Tawori
- Mansila
- Nassougou

Massacres
- Yirgou
- Solhan
- Karma
- Komsilga, Nodin et Soroe
- Bibgou et Soualimou
- Barsalogho

Attentats
- 1er Ouagadougou
- 2e Ouagadougou
- 3e Ouagadougou

L'attaque de Gaskindé a lieu le 26 septembre 2022 lors de l'insurrection djihadiste au Burkina Faso.

## Déroulement
Le 26 septembre 2022, un convoi de ravitaillement pour la ville de Djibo tombe dans une embuscade djihadiste. L'attaque a lieu au niveau du village de Gaskindé, à une vingtaine de kilomètres de Djibo. Une source sécuritaire affirme à RFI qu'« un nombre important de terroristes, opérant à pieds et à moto a ciblé l’avant et l’arrière du convoi avec une grande puissance de feu ». L'escorte, constituée d'une unité du 14e régiment interarmes, est mise en déroute et plusieurs camions chargés de vivres sont détruits.

## Pertes
L'état-major général des armées annonce un bilan de 27 morts et 21 blessés pour les militaires, ainsi qu'un milicien des VDP blessé, et 10 morts, 7 blessés et 3 disparus pour les civils,. 
Ce bilan est cependant contesté par un syndicat de transporteurs routiers, qui affirme que 70 conducteurs, sur les 207 présents dans le convoi, sont toujours portés disparus,.
Les corps des 27 militaires tombés au combat sont enterrés le 8 octobre à Ouagadougou, lors d'une cérémonie présidée par le capitaine Traoré,. 

## Conséquences
Cette défaite provoque un mouvement de colère au sein de l'armée burkinabée et aboutit au coup d'État de septembre 2022, qui renverse le lieutenant-colonel Damiba et porte au pouvoir le capitaine Ibrahim Traoré,.

## Vidéographie
- [vidéo] Burkina Faso : retour sur l'attaque du convoi de Gaskindé, France 24, 6 octobre 2022.